# Casapinta
Casapinta település Olaszországban, Piemont régióban, Biella megyében. Lakosainak száma 379 fő (2023. január 1.). Casapinta Curino, Lessona, Masserano, Mezzana Mortigliengo és Strona községekkel határos.

## Népesség
A település népességének változása:
| Lakosok száma | 406  | 405  | 379  |
|               | 2017 | 2018 | 2023 |